# Okręg wyborczy nr 40 do Sejmu Rzeczypospolitej Polskiej
Okręg wyborczy nr 40 do Sejmu Rzeczypospolitej Polskiej obejmuje obszar miasta na prawach powiatu Koszalina oraz powiatów białogardzkiego, choszczeńskiego, drawskiego, kołobrzeskiego, koszalińskiego, sławieńskiego, szczecineckiego, świdwińskiego i wałeckiego (województwo zachodniopomorskie). W obecnym kształcie został utworzony w 2001. Wybieranych jest w nim 8 posłów w systemie proporcjonalnym.
Siedzibą okręgowej komisji wyborczej jest Koszalin.

## Wyniki wyborów
| Podział 8 mandatów: SLD–UP: 5 Samoobrona: 2 PO: 1 |

| Podział 8 mandatów: SLD: 1 Samoobrona: 3 PO: 2 PiS: 2 |

| Podział 8 mandatów: LiD: 1 PO: 5 PiS: 2 |

| Podział 8 mandatów: SLD: 1 RP: 1 PO: 4 PiS: 2 |

| Podział 8 mandatów: NRP: 1 K’15: 1 PO: 3 PiS: 3 |

| Podział 8 mandatów: SLD: 1 KO: 3 PSL: 1 PiS: 3 |

| Podział 8 mandatów: KO: 4 TD: 1 PiS: 3 |

## Reprezentanci okręgu
| Sejm | Rok  | Poseł KW            | Poseł KW                   | Poseł KW   | Poseł KW          | Poseł KW                 | Poseł KW                                    | Poseł KW        | Poseł KW             | Poseł KW          | Poseł KW    | Poseł KW                                  | Poseł KW             | Poseł KW | Poseł KW           | Poseł KW | Poseł KW             |
| ---- | ---- | ------------------- | -------------------------- | ---------- | ----------------- | ------------------------ | ------------------------------------------- | --------------- | -------------------- | ----------------- | ----------- | ----------------------------------------- | -------------------- | -------- | ------------------ | -------- | -------------------- |
| IV   | 2001 |                     | A. Lepper Samoobrona       |            | R. Ulicki SLD–UP  |                          | Z. Wilczyńska SLD–UP                        |                 | B. Towalewska SLD–UP |                   | M. Rohde PO |                                           | B. Błaszczyk SLD–UP  |          | E. Wojtalik SLD–UP |          | J. Łączny Samoobrona |
| IV   | 2003 | R. Tomczyk SLD–UP   | A. Lepper Samoobrona       |            |                   |                          | Z. Wilczyńska SLD–UP                        |                 | B. Towalewska SLD–UP |                   | M. Rohde PO |                                           | B. Błaszczyk SLD–UP  |          | E. Wojtalik SLD–UP |          | J. Łączny Samoobrona |
| V    | 2005 |                     | A. Lepper Samoobrona       | C. Hoc PiS |                   | S. Karpiniuk PO          | S. Wziątek SLD (2005) LiD (2007) SLD (2011) | S. Gawłowski PO |                      | M. Goliński PiS   |             | J. Bednarek Samoobrona                    |                      |          |                    |          | J. Łączny Samoobrona |
| VI   | 2007 |                     | D. Olejniczak PO           | C. Hoc PiS |                   | S. Karpiniuk PO          | S. Wziątek SLD (2005) LiD (2007) SLD (2011) | S. Gawłowski PO |                      | M. Goliński PiS   | P. Suski PO |                                           | J. Kuriata PO        |          |                    |          |                      |
| VI   | 2009 | S. Strzałkowski PiS | D. Olejniczak PO           | C. Hoc PiS |                   | S. Karpiniuk PO          | S. Wziątek SLD (2005) LiD (2007) SLD (2011) | S. Gawłowski PO |                      |                   | P. Suski PO |                                           | J. Kuriata PO        |          |                    |          |                      |
| VI   | 2010 | S. Strzałkowski PiS | D. Olejniczak PO           | C. Hoc PiS | W. Suchowiejko PO |                          | S. Wziątek SLD (2005) LiD (2007) SLD (2011) | S. Gawłowski PO |                      |                   | P. Suski PO |                                           | J. Kuriata PO        |          |                    |          |                      |
| VII  | 2011 | S. Strzałkowski PiS | M. Hok PO (2011) KO (2019) | C. Hoc PiS | W. Suchowiejko PO |                          | S. Wziątek SLD (2005) LiD (2007) SLD (2011) | S. Gawłowski PO |                      | A. Lewandowski RP | P. Suski PO |                                           |                      |          |                    |          |                      |
| VIII | 2015 |                     | M. Hok PO (2011) KO (2019) | C. Hoc PiS | S. Romecki K’15   |                          | P. Szefernaker PiS                          | S. Gawłowski PO | M. Golińska PiS      |                   | P. Suski PO | R. Lubczyk .N (2015) PSL (2019) TD (2023) |                      |          |                    |          |                      |
| VIII | 2015 | S. Strzałkowski PiS | M. Hok PO (2011) KO (2019) |            | S. Romecki K’15   |                          | P. Szefernaker PiS                          | S. Gawłowski PO | M. Golińska PiS      |                   | P. Suski PO | R. Lubczyk .N (2015) PSL (2019) TD (2023) |                      |          |                    |          |                      |
| IX   | 2019 |                     | M. Hok PO (2011) KO (2019) | C. Hoc PiS |                   | M. Prokop-Paczkowska SLD | P. Szefernaker PiS                          |                 | M. Golińska PiS      | P. Zientarski KO  |             | R. Lubczyk .N (2015) PSL (2019) TD (2023) | J. Hardie-Douglas KO |          |                    |          |                      |
| X    | 2023 |                     | M. Hok PO (2011) KO (2019) | C. Hoc PiS | R. Rak KO         | B. Arłukowicz KO         | P. Szefernaker PiS                          | P. Suski KO     | M. Golińska PiS      |                   |             | R. Lubczyk .N (2015) PSL (2019) TD (2023) |                      |          |                    |          |                      |
| X    | 2024 | B. Grygorcewicz KO  | M. Hok PO (2011) KO (2019) | C. Hoc PiS | R. Rak KO         |                          | P. Szefernaker PiS                          | P. Suski KO     | M. Golińska PiS      |                   |             | R. Lubczyk .N (2015) PSL (2019) TD (2023) |                      |          |                    |          |                      |

### Wybory parlamentarne 2001
| Komitet wyborczy                                      | Komitet wyborczy                              | Głosów | %     | Mandaty | Wybrani posłowie                                                                                           |
| ----------------------------------------------------- | --------------------------------------------- | ------ | ----- | ------- | --- |
|                                                       | KKW Sojusz Lewicy Demokratycznej – Unia Pracy | 97 049 | 47,16 | 5       | Ryszard Ulicki, Zofia Wilczyńska, Bogusława Towalewska, Bogdan Błaszczyk, Edward Wojtalik, Ryszard Tomczyk |
|                                                       | Samoobrona Rzeczpospolitej Polskiej           | 46 863 | 22,77 | 2       | Andrzej Lepper, Jan Łączny                                                                                 |
|                                                       | KWW Platforma Obywatelska                     | 20 886 | 10,15 | 1       | Małgorzata Rohde                                                                                           |
|                                                       | Liga Polskich Rodzin                          | 9161   | 4,45  | –       | |
|                                                       | Polskie Stronnictwo Ludowe                    | 8447   | 4,11  | –       | |
|                                                       | KKW Akcja Wyborcza Solidarność Prawicy        | 8350   | 4,06  | –       | |
|                                                       | Prawo i Sprawiedliwość                        | 7685   | 3,73  | –       | |
|                                                       | Unia Wolności                                 | 6187   | 3,01  | –       | |
|                                                       | Polska Partia Socjalistyczna                  | 568    | 0,28  | –       | |
|                                                       | Alternatywa Ruch Społeczny                    | 573    | 0,28  | –       | |
| Frekwencja: 43,75% Źródło: Państwowa Komisja Wyborcza |                                               |        |       |         | |

Poniższa tabela przedstawia podział mandatów dla komitetów wyborczych na podstawie uzyskanych głosów, a następnie obliczonych ilorazów wyborczych na podstawie zmodyfikowanej metody Sainte-Laguë.
| Podział mandatów dla komitetów wyborczych na podstawie zmodyfikowanej metody Sainte-Laguë | Podział mandatów dla komitetów wyborczych na podstawie zmodyfikowanej metody Sainte-Laguë | Podział mandatów dla komitetów wyborczych na podstawie zmodyfikowanej metody Sainte-Laguë | Podział mandatów dla komitetów wyborczych na podstawie zmodyfikowanej metody Sainte-Laguë | Podział mandatów dla komitetów wyborczych na podstawie zmodyfikowanej metody Sainte-Laguë | Podział mandatów dla komitetów wyborczych na podstawie zmodyfikowanej metody Sainte-Laguë | Podział mandatów dla komitetów wyborczych na podstawie zmodyfikowanej metody Sainte-Laguë | Podział mandatów dla komitetów wyborczych na podstawie zmodyfikowanej metody Sainte-Laguë | Podział mandatów dla komitetów wyborczych na podstawie zmodyfikowanej metody Sainte-Laguë | Podział mandatów dla komitetów wyborczych na podstawie zmodyfikowanej metody Sainte-Laguë | Podział mandatów dla komitetów wyborczych na podstawie zmodyfikowanej metody Sainte-Laguë | Podział mandatów dla komitetów wyborczych na podstawie zmodyfikowanej metody Sainte-Laguë | Podział mandatów dla komitetów wyborczych na podstawie zmodyfikowanej metody Sainte-Laguë |
| Komitet wyborczy                                                                          | Komitet wyborczy                                                                          | Liczba głosów                                                                             | Iloraz wyborczy                                                                           | Iloraz wyborczy                                                                           | Iloraz wyborczy                                                                           | Iloraz wyborczy                                                                           | Iloraz wyborczy                                                                           | Iloraz wyborczy                                                                           | Iloraz wyborczy                                                                           | Iloraz wyborczy                                                                           | Mandaty                                                                                   | TP                                                                                        |
| Komitet wyborczy                                                                          | Komitet wyborczy                                                                          | Liczba głosów                                                                             | /1,4                                                                                      | /3                                                                                        | /5                                                                                        | /7                                                                                        | /9                                                                                        | /11                                                                                       | /13                                                                                       | /15                                                                                       | Mandaty                                                                                   | TP                                                                                        |
| ----------------------------------------------------------------------------------------- | ----------------------------------------------------------------------------------------- | ----------------------------------------------------------------------------------------- | ----------------------------------------------------------------------------------------- | ----------------------------------------------------------------------------------------- | ----------------------------------------------------------------------------------------- | ----------------------------------------------------------------------------------------- | ----------------------------------------------------------------------------------------- | ----------------------------------------------------------------------------------------- | ----------------------------------------------------------------------------------------- | ----------------------------------------------------------------------------------------- | ----------------------------------------------------------------------------------------- | ----------------------------------------------------------------------------------------- |
|                                                                                           | KKW Sojusz Lewicy Demokratycznej – Unia Pracy                                             | 97 049                                                                                    | 69 321                                                                                    | 32 350                                                                                    | 19 410                                                                                    | 13 864                                                                                    | 10 783                                                                                    | 8823                                                                                      | 7465                                                                                      | 6470                                                                                      | 5                                                                                         | 4,08                                                                                      |
|                                                                                           | Samoobrona Rzeczpospolitej Polskiej                                                       | 46 863                                                                                    | 33 474                                                                                    | 15 621                                                                                    | 9373                                                                                      | 6695                                                                                      | 5207                                                                                      | 4260                                                                                      | 3605                                                                                      | 3124                                                                                      | 2                                                                                         | 1,97                                                                                      |
|                                                                                           | KWW Platforma Obywatelska                                                                 | 20 886                                                                                    | 14 919                                                                                    | 6962                                                                                      | 4177                                                                                      | 2984                                                                                      | 2321                                                                                      | 1899                                                                                      | 1607                                                                                      | 1392                                                                                      | 1                                                                                         | 0,88                                                                                      |
|                                                                                           | Liga Polskich Rodzin                                                                      | 9161                                                                                      | 6544                                                                                      | 3054                                                                                      | 1832                                                                                      | 1309                                                                                      | 1018                                                                                      | 833                                                                                       | 705                                                                                       | 611                                                                                       | 0                                                                                         | 0,39                                                                                      |
|                                                                                           | Polskie Stronnictwo Ludowe                                                                | 8447                                                                                      | 6034                                                                                      | 2816                                                                                      | 1689                                                                                      | 1207                                                                                      | 939                                                                                       | 768                                                                                       | 650                                                                                       | 563                                                                                       | 0                                                                                         | 0,36                                                                                      |
|                                                                                           | Prawo i Sprawiedliwość                                                                    | 7685                                                                                      | 5489                                                                                      | 2562                                                                                      | 1537                                                                                      | 1098                                                                                      | 854                                                                                       | 699                                                                                       | 591                                                                                       | 512                                                                                       | 0                                                                                         | 0,32                                                                                      |
| Ogółem                                                                                    | Ogółem                                                                                    | 190 091                                                                                   | –                                                                                         | –                                                                                         | –                                                                                         | –                                                                                         | –                                                                                         | –                                                                                         | –                                                                                         | –                                                                                         | 8                                                                                         | 8                                                                                         |

### Wybory parlamentarne 2005
| Komitet wyborczy                                      | Komitet wyborczy                    | Głosów | %     | Mandaty | Wybrani posłowie                         |
| ----------------------------------------------------- | ----------------------------------- | ------ | ----- | ------- | ---------------------------------------- |
|                                                       | Samoobrona Rzeczpospolitej Polskiej | 39 966 | 22,78 | 3       | Andrzej Lepper, Jan Łączny, Jan Bednarek |
|                                                       | Platforma Obywatelska RP            | 38 174 | 21,76 | 2       | Sebastian Karpiniuk, Stanisław Gawłowski |
|                                                       | Prawo i Sprawiedliwość              | 35 669 | 20,33 | 2       | Czesław Hoc, Marian Goliński             |
|                                                       | Sojusz Lewicy Demokratycznej        | 24 343 | 13,87 | 1       | Stanisław Wziątek                        |
|                                                       | Polskie Stronnictwo Ludowe          | 9217   | 5,25  | –       |                                          |
|                                                       | Socjaldemokracja Polska             | 8273   | 4,72  | –       |                                          |
|                                                       | Liga Polskich Rodzin                | 8083   | 4,61  | –       |                                          |
|                                                       | Partia Demokratyczna – demokraci.pl | 6564   | 3,74  | –       |                                          |
|                                                       | Platforma Janusza Korwin-Mikke      | 2156   | 1,23  | –       |                                          |
|                                                       | Polska Partia Pracy                 | 1417   | 0,81  | –       |                                          |
|                                                       | Ruch Patriotyczny                   | 1098   | 0,63  | –       |                                          |
|                                                       | Polska Partia Narodowa              | 491    | 0,28  | –       |                                          |
| Frekwencja: 35,57% Źródło: Państwowa Komisja Wyborcza |                                     |        |       |         |                                          |

Poniższa tabela przedstawia podział mandatów dla komitetów wyborczych na podstawie uzyskanych głosów, a następnie obliczonych ilorazów wyborczych na podstawie metody D’Hondta.
| Podział mandatów dla komitetów wyborczych na podstawie metody D’Hondta | Podział mandatów dla komitetów wyborczych na podstawie metody D’Hondta | Podział mandatów dla komitetów wyborczych na podstawie metody D’Hondta | Podział mandatów dla komitetów wyborczych na podstawie metody D’Hondta | Podział mandatów dla komitetów wyborczych na podstawie metody D’Hondta | Podział mandatów dla komitetów wyborczych na podstawie metody D’Hondta | Podział mandatów dla komitetów wyborczych na podstawie metody D’Hondta | Podział mandatów dla komitetów wyborczych na podstawie metody D’Hondta | Podział mandatów dla komitetów wyborczych na podstawie metody D’Hondta | Podział mandatów dla komitetów wyborczych na podstawie metody D’Hondta | Podział mandatów dla komitetów wyborczych na podstawie metody D’Hondta |
| Komitet wyborczy                                                       | Komitet wyborczy                                                       | Liczba głosów                                                          | Iloraz wyborczy                                                        | Iloraz wyborczy                                                        | Iloraz wyborczy                                                        | Iloraz wyborczy                                                        | Iloraz wyborczy                                                        | Iloraz wyborczy                                                        | Mandaty                                                                | TP                                                                     |
| Komitet wyborczy                                                       | Komitet wyborczy                                                       | Liczba głosów                                                          | /1                                                                     | /2                                                                     | /3                                                                     | /4                                                                     | ...                                                                    | /8                                                                     | Mandaty                                                                | TP                                                                     |
| ---------------------------------------------------------------------- | ---------------------------------------------------------------------- | ---------------------------------------------------------------------- | ---------------------------------------------------------------------- | ---------------------------------------------------------------------- | ---------------------------------------------------------------------- | ---------------------------------------------------------------------- | ---------------------------------------------------------------------- | ---------------------------------------------------------------------- | ---------------------------------------------------------------------- | ---------------------------------------------------------------------- |
|                                                                        | Samoobrona Rzeczpospolitej Polskiej                                    | 39 966                                                                 | 39 966                                                                 | 19 983                                                                 | 13 322                                                                 | 9992                                                                   | ...                                                                    | 4996                                                                   | 3                                                                      | 2,06                                                                   |
|                                                                        | Platforma Obywatelska RP                                               | 38 174                                                                 | 38 174                                                                 | 19 087                                                                 | 12 725                                                                 | 9544                                                                   | ...                                                                    | 4772                                                                   | 2                                                                      | 1,96                                                                   |
|                                                                        | Prawo i Sprawiedliwość                                                 | 35 669                                                                 | 35 669                                                                 | 17 835                                                                 | 11 890                                                                 | 8917                                                                   | ...                                                                    | 4459                                                                   | 2                                                                      | 1,84                                                                   |
|                                                                        | Sojusz Lewicy Demokratycznej                                           | 24 343                                                                 | 24 343                                                                 | 12 172                                                                 | 8114                                                                   | 6086                                                                   | ...                                                                    | 3043                                                                   | 1                                                                      | 1,25                                                                   |
|                                                                        | Polskie Stronnictwo Ludowe                                             | 9217                                                                   | 9217                                                                   | 4609                                                                   | 3072                                                                   | 1536                                                                   | ...                                                                    | 1152                                                                   | 0                                                                      | 0,47                                                                   |
|                                                                        | Liga Polskich Rodzin                                                   | 8083                                                                   | 8083                                                                   | 4042                                                                   | 2694                                                                   | 2021                                                                   | ...                                                                    | 1010                                                                   | 0                                                                      | 0,42                                                                   |
| Ogółem                                                                 | Ogółem                                                                 | 155 452                                                                | –                                                                      | –                                                                      | –                                                                      | –                                                                      | –                                                                      | –                                                                      | 8                                                                      | 8                                                                      |

### Wybory parlamentarne 2007
| Komitet wyborczy                                      | Komitet wyborczy                      | Głosów  | %     | Mandaty | Wybrani posłowie                                                                                           |
| ----------------------------------------------------- | ------------------------------------- | ------- | ----- | ------- | --- |
|                                                       | Platforma Obywatelska RP              | 113 096 | 45,88 | 5       | Sebastian Karpiniuk, Stanisław Gawłowski, Danuta Olejniczak, Paweł Suski, Jan Kuriata, Wiesław Suchowiejko |
|                                                       | Prawo i Sprawiedliwość                | 53 161  | 21,57 | 2       | Czesław Hoc, Marian Goliński, Stefan Strzałkowski                                                          |
|                                                       | KKW Lewica i Demokraci SLD+SDPL+PD+UP | 43 331  | 17,58 | 1       | Stanisław Wziątek                                                                                          |
|                                                       | Polskie Stronnictwo Ludowe            | 21 162  | 8,58  | –       | |
|                                                       | Samoobrona Rzeczpospolitej Polskiej   | 10 440  | 4,24  | –       | |
|                                                       | Polska Partia Pracy                   | 2764    | 1,12  | –       | |
|                                                       | Liga Polskich Rodzin                  | 2560    | 1,04  | –       | |
| Frekwencja: 49,15% Źródło: Państwowa Komisja Wyborcza |                                       |         |       |         | |

Poniższa tabela przedstawia podział mandatów dla komitetów wyborczych na podstawie uzyskanych głosów, a następnie obliczonych ilorazów wyborczych na podstawie metody D’Hondta.
| Podział mandatów dla komitetów wyborczych na podstawie metody D’Hondta | Podział mandatów dla komitetów wyborczych na podstawie metody D’Hondta | Podział mandatów dla komitetów wyborczych na podstawie metody D’Hondta | Podział mandatów dla komitetów wyborczych na podstawie metody D’Hondta | Podział mandatów dla komitetów wyborczych na podstawie metody D’Hondta | Podział mandatów dla komitetów wyborczych na podstawie metody D’Hondta | Podział mandatów dla komitetów wyborczych na podstawie metody D’Hondta | Podział mandatów dla komitetów wyborczych na podstawie metody D’Hondta | Podział mandatów dla komitetów wyborczych na podstawie metody D’Hondta | Podział mandatów dla komitetów wyborczych na podstawie metody D’Hondta | Podział mandatów dla komitetów wyborczych na podstawie metody D’Hondta | Podział mandatów dla komitetów wyborczych na podstawie metody D’Hondta | Podział mandatów dla komitetów wyborczych na podstawie metody D’Hondta |
| Komitet wyborczy                                                       | Komitet wyborczy                                                       | Liczba głosów                                                          | Iloraz wyborczy                                                        | Iloraz wyborczy                                                        | Iloraz wyborczy                                                        | Iloraz wyborczy                                                        | Iloraz wyborczy                                                        | Iloraz wyborczy                                                        | Iloraz wyborczy                                                        | Iloraz wyborczy                                                        | Mandaty                                                                | TP                                                                     |
| Komitet wyborczy                                                       | Komitet wyborczy                                                       | Liczba głosów                                                          | /1                                                                     | /2                                                                     | /3                                                                     | /4                                                                     | /5                                                                     | /6                                                                     | /7                                                                     | /8                                                                     | Mandaty                                                                | TP                                                                     |
| ---------------------------------------------------------------------- | ---------------------------------------------------------------------- | ---------------------------------------------------------------------- | ---------------------------------------------------------------------- | ---------------------------------------------------------------------- | ---------------------------------------------------------------------- | ---------------------------------------------------------------------- | ---------------------------------------------------------------------- | ---------------------------------------------------------------------- | ---------------------------------------------------------------------- | ---------------------------------------------------------------------- | ---------------------------------------------------------------------- | ---------------------------------------------------------------------- |
|                                                                        | Platforma Obywatelska RP                                               | 113 096                                                                | 113 096                                                                | 56 548                                                                 | 37 699                                                                 | 28 274                                                                 | 22 619                                                                 | 18 849                                                                 | 16 157                                                                 | 14 137                                                                 | 5                                                                      | 3,92                                                                   |
|                                                                        | Prawo i Sprawiedliwość                                                 | 53 161                                                                 | 53 161                                                                 | 26 581                                                                 | 17 720                                                                 | 13 290                                                                 | 10 632                                                                 | 8860                                                                   | 7594                                                                   | 6645                                                                   | 2                                                                      | 1,84                                                                   |
|                                                                        | KKW Lewica i Demokraci SLD+SDPL+PD+UP                                  | 43 331                                                                 | 43 331                                                                 | 21 666                                                                 | 14 444                                                                 | 10 833                                                                 | 8666                                                                   | 7222                                                                   | 6190                                                                   | 5416                                                                   | 1                                                                      | 1,50                                                                   |
|                                                                        | Polskie Stronnictwo Ludowe                                             | 21 162                                                                 | 21 162                                                                 | 10 581                                                                 | 7054                                                                   | 5291                                                                   | 4232                                                                   | 3527                                                                   | 3023                                                                   | 2645                                                                   | 0                                                                      | 0,73                                                                   |
| Ogółem                                                                 | Ogółem                                                                 | 230 750                                                                | –                                                                      | –                                                                      | –                                                                      | –                                                                      | –                                                                      | –                                                                      | –                                                                      | –                                                                      | 8                                                                      | 8                                                                      |

### Wybory parlamentarne 2011
| Komitet wyborczy                                      | Komitet wyborczy                  | Głosów | %     | Mandaty | Wybrani posłowie                                                 |
| ----------------------------------------------------- | --------------------------------- | ------ | ----- | ------- | ---------------------------------------------------------------- |
|                                                       | Platforma Obywatelska RP          | 99 506 | 46,27 | 4       | Stanisław Gawłowski, Marek Hok, Wiesław Suchowiejko, Paweł Suski |
|                                                       | Prawo i Sprawiedliwość            | 45 558 | 21,19 | 2       | Czesław Hoc, Stefan Strzałkowski                                 |
|                                                       | Ruch Palikota                     | 26 582 | 12,36 | 1       | Andrzej Lewandowski                                              |
|                                                       | Sojusz Lewicy Demokratycznej      | 24 474 | 11,38 | 1       | Stanisław Wziątek                                                |
|                                                       | Polskie Stronnictwo Ludowe        | 13 756 | 6,40  | –       |                                                                  |
|                                                       | Polska Jest Najważniejsza         | 3641   | 1,69  | –       |                                                                  |
|                                                       | Polska Partia Pracy – Sierpień 80 | 1516   | 0,71  | –       |                                                                  |
| Frekwencja: 43,94% Źródło: Państwowa Komisja Wyborcza |                                   |        |       |         |                                                                  |

Poniższa tabela przedstawia podział mandatów dla komitetów wyborczych na podstawie uzyskanych głosów, a następnie obliczonych ilorazów wyborczych na podstawie metody D’Hondta.
| Podział mandatów dla komitetów wyborczych na podstawie metody D’Hondta | Podział mandatów dla komitetów wyborczych na podstawie metody D’Hondta | Podział mandatów dla komitetów wyborczych na podstawie metody D’Hondta | Podział mandatów dla komitetów wyborczych na podstawie metody D’Hondta | Podział mandatów dla komitetów wyborczych na podstawie metody D’Hondta | Podział mandatów dla komitetów wyborczych na podstawie metody D’Hondta | Podział mandatów dla komitetów wyborczych na podstawie metody D’Hondta | Podział mandatów dla komitetów wyborczych na podstawie metody D’Hondta | Podział mandatów dla komitetów wyborczych na podstawie metody D’Hondta | Podział mandatów dla komitetów wyborczych na podstawie metody D’Hondta | Podział mandatów dla komitetów wyborczych na podstawie metody D’Hondta | Podział mandatów dla komitetów wyborczych na podstawie metody D’Hondta |
| Komitet wyborczy                                                       | Komitet wyborczy                                                       | Liczba głosów                                                          | Iloraz wyborczy                                                        | Iloraz wyborczy                                                        | Iloraz wyborczy                                                        | Iloraz wyborczy                                                        | Iloraz wyborczy                                                        | Iloraz wyborczy                                                        | Iloraz wyborczy                                                        | Mandaty                                                                | TP                                                                     |
| Komitet wyborczy                                                       | Komitet wyborczy                                                       | Liczba głosów                                                          | /1                                                                     | /2                                                                     | /3                                                                     | /4                                                                     | /5                                                                     | ...                                                                    | /8                                                                     | Mandaty                                                                | TP                                                                     |
| ---------------------------------------------------------------------- | ---------------------------------------------------------------------- | ---------------------------------------------------------------------- | ---------------------------------------------------------------------- | ---------------------------------------------------------------------- | ---------------------------------------------------------------------- | ---------------------------------------------------------------------- | ---------------------------------------------------------------------- | ---------------------------------------------------------------------- | ---------------------------------------------------------------------- | ---------------------------------------------------------------------- | ---------------------------------------------------------------------- |
|                                                                        | Platforma Obywatelska RP                                               | 99 506                                                                 | 99 506                                                                 | 49 753                                                                 | 33 169                                                                 | 24 877                                                                 | 19 901                                                                 | ...                                                                    | 12 438                                                                 | 4                                                                      | 3,79                                                                   |
|                                                                        | Prawo i Sprawiedliwość                                                 | 45 558                                                                 | 45 558                                                                 | 22 779                                                                 | 15 186                                                                 | 11 390                                                                 | 9112                                                                   | ...                                                                    | 5695                                                                   | 2                                                                      | 1,74                                                                   |
|                                                                        | Ruch Palikota                                                          | 26 582                                                                 | 26 582                                                                 | 13 291                                                                 | 8861                                                                   | 6646                                                                   | 5316                                                                   | ...                                                                    | 3223                                                                   | 1                                                                      | 1,01                                                                   |
|                                                                        | Sojusz Lewicy Demokratycznej                                           | 24 474                                                                 | 24 474                                                                 | 12 237                                                                 | 8158                                                                   | 6119                                                                   | 4895                                                                   | ...                                                                    | 3059                                                                   | 1                                                                      | 0,93                                                                   |
|                                                                        | Polskie Stronnictwo Ludowe                                             | 13 756                                                                 | 13 756                                                                 | 6878                                                                   | 4585                                                                   | 3439                                                                   | 2751                                                                   | ...                                                                    | 1720                                                                   | 0                                                                      | 0,52                                                                   |
| Ogółem                                                                 | Ogółem                                                                 | 209 876                                                                | –                                                                      | –                                                                      | –                                                                      | –                                                                      | –                                                                      | –                                                                      | –                                                                      | 8                                                                      | 8                                                                      |

### Wybory parlamentarne 2015
| Komitet wyborczy                                      | Komitet wyborczy                             | Głosów | %     | Mandaty | Wybrani posłowie                                                         |
| ----------------------------------------------------- | -------------------------------------------- | ------ | ----- | ------- | ------------------------------------------------------------------------ |
|                                                       | Platforma Obywatelska RP                     | 65 262 | 30,07 | 3       | Marek Hok, Stanisław Gawłowski, Paweł Suski                              |
|                                                       | Prawo i Sprawiedliwość                       | 62 032 | 28,58 | 3       | Czesław Hoc, Małgorzata Golińska, Paweł Szefernaker, Stefan Strzałkowski |
|                                                       | KKW Zjednoczona Lewica SLD+TR+PPS+UP+Zieloni | 24 697 | 11,38 | –       |                                                                          |
|                                                       | KWW Kukiz’15                                 | 20 428 | 9,41  | 1       | Stefan Romecki                                                           |
|                                                       | Nowoczesna Ryszarda Petru                    | 17 488 | 8,06  | 1       | Radosław Lubczyk                                                         |
|                                                       | KORWiN                                       | 9672   | 4,46  | –       |                                                                          |
|                                                       | Polskie Stronnictwo Ludowe                   | 8972   | 4,13  | –       |                                                                          |
|                                                       | Partia Razem                                 | 8466   | 3,90  | –       |                                                                          |
| Frekwencja: 43,63% Źródło: Państwowa Komisja Wyborcza |                                              |        |       |         |                                                                          |

Poniższa tabela przedstawia podział mandatów dla komitetów wyborczych na podstawie uzyskanych głosów, a następnie obliczonych ilorazów wyborczych na podstawie metody D’Hondta.
| Podział mandatów dla komitetów wyborczych na podstawie metody D’Hondta | Podział mandatów dla komitetów wyborczych na podstawie metody D’Hondta | Podział mandatów dla komitetów wyborczych na podstawie metody D’Hondta | Podział mandatów dla komitetów wyborczych na podstawie metody D’Hondta | Podział mandatów dla komitetów wyborczych na podstawie metody D’Hondta | Podział mandatów dla komitetów wyborczych na podstawie metody D’Hondta | Podział mandatów dla komitetów wyborczych na podstawie metody D’Hondta | Podział mandatów dla komitetów wyborczych na podstawie metody D’Hondta | Podział mandatów dla komitetów wyborczych na podstawie metody D’Hondta | Podział mandatów dla komitetów wyborczych na podstawie metody D’Hondta | Podział mandatów dla komitetów wyborczych na podstawie metody D’Hondta |
| Komitet wyborczy                                                       | Komitet wyborczy                                                       | Liczba głosów                                                          | Iloraz wyborczy                                                        | Iloraz wyborczy                                                        | Iloraz wyborczy                                                        | Iloraz wyborczy                                                        | Iloraz wyborczy                                                        | Iloraz wyborczy                                                        | Mandaty                                                                | TP                                                                     |
| Komitet wyborczy                                                       | Komitet wyborczy                                                       | Liczba głosów                                                          | /1                                                                     | /2                                                                     | /3                                                                     | /4                                                                     | ...                                                                    | /8                                                                     | Mandaty                                                                | TP                                                                     |
| ---------------------------------------------------------------------- | ---------------------------------------------------------------------- | ---------------------------------------------------------------------- | ---------------------------------------------------------------------- | ---------------------------------------------------------------------- | ---------------------------------------------------------------------- | ---------------------------------------------------------------------- | ---------------------------------------------------------------------- | ---------------------------------------------------------------------- | ---------------------------------------------------------------------- | ---------------------------------------------------------------------- |
|                                                                        | Platforma Obywatelska RP                                               | 65 262                                                                 | 65 262                                                                 | 32 631                                                                 | 21 754                                                                 | 16 316                                                                 | ...                                                                    | 8158                                                                   | 3                                                                      | 3,00                                                                   |
|                                                                        | Prawo i Sprawiedliwość                                                 | 62 032                                                                 | 62 032                                                                 | 31 016                                                                 | 20 677                                                                 | 15 508                                                                 | ...                                                                    | 7754                                                                   | 3                                                                      | 2,85                                                                   |
|                                                                        | KWW Kukiz’15                                                           | 20 428                                                                 | 20 428                                                                 | 10 214                                                                 | 6809                                                                   | 5107                                                                   | ...                                                                    | 2554                                                                   | 1                                                                      | 0,94                                                                   |
|                                                                        | Nowoczesna Ryszarda Petru                                              | 17 488                                                                 | 17 488                                                                 | 8744                                                                   | 5829                                                                   | 4372                                                                   | ...                                                                    | 2186                                                                   | 1                                                                      | 0,80                                                                   |
|                                                                        | Polskie Stronnictwo Ludowe                                             | 8972                                                                   | 8972                                                                   | 4486                                                                   | 2991                                                                   | 2243                                                                   | ...                                                                    | 1122                                                                   | 0                                                                      | 0,41                                                                   |
| Ogółem                                                                 | Ogółem                                                                 | 174 182                                                                | –                                                                      | –                                                                      | –                                                                      | –                                                                      | –                                                                      | –                                                                      | 8                                                                      | 8                                                                      |

### Wybory parlamentarne 2019
| Komitet wyborczy                                      | Komitet wyborczy                           | Głosów  | %     | Mandaty | Wybrani posłowie                                    |
| ----------------------------------------------------- | ------------------------------------------ | ------- | ----- | ------- | --------------------------------------------------- |
|                                                       | Prawo i Sprawiedliwość                     | 100 078 | 36,83 | 3       | Czesław Hoc, Paweł Szefernaker, Małgorzata Golińska |
|                                                       | KKW Koalicja Obywatelska PO .N iPL Zieloni | 87 799  | 32,31 | 3       | Piotr Zientarski, Marek Hok, Jerzy Hardie-Douglas   |
|                                                       | Sojusz Lewicy Demokratycznej               | 41 943  | 15,44 | 1       | Małgorzata Prokop-Paczkowska                        |
|                                                       | Polskie Stronnictwo Ludowe                 | 25 632  | 9,43  | 1       | Radosław Lubczyk                                    |
|                                                       | Konfederacja Wolność i Niepodległość       | 16 259  | 5,98  | –       |                                                     |
| Frekwencja: 55,46% Źródło: Państwowa Komisja Wyborcza |                                            |         |       |         |                                                     |

Poniższa tabela przedstawia podział mandatów dla komitetów wyborczych na podstawie uzyskanych głosów, a następnie obliczonych ilorazów wyborczych na podstawie metody D’Hondta.
| Podział mandatów dla komitetów wyborczych na podstawie metody D’Hondta | Podział mandatów dla komitetów wyborczych na podstawie metody D’Hondta | Podział mandatów dla komitetów wyborczych na podstawie metody D’Hondta | Podział mandatów dla komitetów wyborczych na podstawie metody D’Hondta | Podział mandatów dla komitetów wyborczych na podstawie metody D’Hondta | Podział mandatów dla komitetów wyborczych na podstawie metody D’Hondta | Podział mandatów dla komitetów wyborczych na podstawie metody D’Hondta | Podział mandatów dla komitetów wyborczych na podstawie metody D’Hondta | Podział mandatów dla komitetów wyborczych na podstawie metody D’Hondta | Podział mandatów dla komitetów wyborczych na podstawie metody D’Hondta | Podział mandatów dla komitetów wyborczych na podstawie metody D’Hondta |
| Komitet wyborczy                                                       | Komitet wyborczy                                                       | Liczba głosów                                                          | Iloraz wyborczy                                                        | Iloraz wyborczy                                                        | Iloraz wyborczy                                                        | Iloraz wyborczy                                                        | Iloraz wyborczy                                                        | Iloraz wyborczy                                                        | Mandaty                                                                | TP                                                                     |
| Komitet wyborczy                                                       | Komitet wyborczy                                                       | Liczba głosów                                                          | /1                                                                     | /2                                                                     | /3                                                                     | /4                                                                     | ...                                                                    | /8                                                                     | Mandaty                                                                | TP                                                                     |
| ---------------------------------------------------------------------- | ---------------------------------------------------------------------- | ---------------------------------------------------------------------- | ---------------------------------------------------------------------- | ---------------------------------------------------------------------- | ---------------------------------------------------------------------- | ---------------------------------------------------------------------- | ---------------------------------------------------------------------- | ---------------------------------------------------------------------- | ---------------------------------------------------------------------- | ---------------------------------------------------------------------- |
|                                                                        | Prawo i Sprawiedliwość                                                 | 100 078                                                                | 100 078                                                                | 50 039                                                                 | 33 359                                                                 | 25 020                                                                 | ...                                                                    | 12510                                                                  | 3                                                                      | 2,95                                                                   |
|                                                                        | KKW Koalicja Obywatelska PO .N iPL Zieloni                             | 87 799                                                                 | 87 799                                                                 | 43 900                                                                 | 29 266                                                                 | 21 950                                                                 | ...                                                                    | 10975                                                                  | 3                                                                      | 2,59                                                                   |
|                                                                        | Sojusz Lewicy Demokratycznej                                           | 41 943                                                                 | 41 943                                                                 | 20 972                                                                 | 13 981                                                                 | 10 486                                                                 | ...                                                                    | 5243                                                                   | 1                                                                      | 1,23                                                                   |
|                                                                        | Polskie Stronnictwo Ludowe                                             | 25 632                                                                 | 25 632                                                                 | 12 816                                                                 | 8544                                                                   | 6408                                                                   | ...                                                                    | 3204                                                                   | 1                                                                      | 0,75                                                                   |
|                                                                        | Konfederacja Wolność i Niepodległość                                   | 16 259                                                                 | 16259                                                                  | 8130                                                                   | 5420                                                                   | 4 065                                                                  | ...                                                                    | 2032                                                                   | 0                                                                      | 0,48                                                                   |
| Ogółem                                                                 | Ogółem                                                                 | 271 711                                                                | –                                                                      | –                                                                      | –                                                                      | –                                                                      | –                                                                      | –                                                                      | 8                                                                      | 8                                                                      |

### Wybory parlamentarne 2023
| Komitet wyborczy                                      | Komitet wyborczy                                                           | Głosów  | %     | Mandaty | Wybrani posłowie                                                             |
| ----------------------------------------------------- | -------------------------------------------------------------------------- | ------- | ----- | ------- | ---------------------------------------------------------------------------- |
|                                                       | KKW Koalicja Obywatelska PO .N iPL Zieloni                                 | 124 625 | 38,69 | 4       | Bartosz Arłukowicz, Renata Rak, Marek Hok, Paweł Suski, Barbara Grygorcewicz |
|                                                       | Prawo i Sprawiedliwość                                                     | 101 023 | 31,36 | 3       | Czesław Hoc, Paweł Szefernaker, Małgorzata Golińska                          |
|                                                       | KKW Trzecia Droga Polska 2050 Szymona Hołowni – Polskie Stronnictwo Ludowe | 39 776  | 12,35 | 1       | Radosław Lubczyk                                                             |
|                                                       | Nowa Lewica                                                                | 28 101  | 8,72  | –       |                                                                              |
|                                                       | Konfederacja Wolność i Niepodległość                                       | 19 379  | 6,02  | –       |                                                                              |
|                                                       | KWW Koalicja Bezpartyjni i Samorządowcy                                    | 5 264   | 1,63  | –       |                                                                              |
|                                                       | Polska Jest Jedna                                                          | 3 981   | 1,24  | –       |                                                                              |
| Frekwencja: 69,48% Źródło: Państwowa Komisja Wyborcza |                                                                            |         |       |         |                                                                              |

Poniższa tabela przedstawia podział mandatów dla komitetów wyborczych na podstawie uzyskanych głosów, a następnie obliczonych ilorazów wyborczych na podstawie metody D’Hondta.
| Podział mandatów dla komitetów wyborczych na podstawie metody D’Hondta | Podział mandatów dla komitetów wyborczych na podstawie metody D’Hondta     | Podział mandatów dla komitetów wyborczych na podstawie metody D’Hondta | Podział mandatów dla komitetów wyborczych na podstawie metody D’Hondta | Podział mandatów dla komitetów wyborczych na podstawie metody D’Hondta | Podział mandatów dla komitetów wyborczych na podstawie metody D’Hondta | Podział mandatów dla komitetów wyborczych na podstawie metody D’Hondta | Podział mandatów dla komitetów wyborczych na podstawie metody D’Hondta | Podział mandatów dla komitetów wyborczych na podstawie metody D’Hondta | Podział mandatów dla komitetów wyborczych na podstawie metody D’Hondta | Podział mandatów dla komitetów wyborczych na podstawie metody D’Hondta | Podział mandatów dla komitetów wyborczych na podstawie metody D’Hondta |
| Komitet wyborczy                                                       | Komitet wyborczy                                                           | Liczba głosów                                                          | Iloraz wyborczy                                                        | Iloraz wyborczy                                                        | Iloraz wyborczy                                                        | Iloraz wyborczy                                                        | Iloraz wyborczy                                                        | Iloraz wyborczy                                                        | Iloraz wyborczy                                                        | Mandaty                                                                | TP                                                                     |
| Komitet wyborczy                                                       | Komitet wyborczy                                                           | Liczba głosów                                                          | /1                                                                     | /2                                                                     | /3                                                                     | /4                                                                     | /5                                                                     | ...                                                                    | /8                                                                     | Mandaty                                                                | TP                                                                     |
| ---------------------------------------------------------------------- | -------------------------------------------------------------------------- | ---------------------------------------------------------------------- | ---------------------------------------------------------------------- | ---------------------------------------------------------------------- | ---------------------------------------------------------------------- | ---------------------------------------------------------------------- | ---------------------------------------------------------------------- | ---------------------------------------------------------------------- | ---------------------------------------------------------------------- | ---------------------------------------------------------------------- | ---------------------------------------------------------------------- |
|                                                                        | KKW Koalicja Obywatelska PO .N iPL Zieloni                                 | 124 625                                                                | 124 625                                                                | 62 313                                                                 | 41 542                                                                 | 31 156                                                                 | 24 925                                                                 | ...                                                                    | 15 578                                                                 | 4                                                                      | 3,19                                                                   |
|                                                                        | Prawo i Sprawiedliwość                                                     | 101 023                                                                | 101 023                                                                | 50 512                                                                 | 33 674                                                                 | 25 256                                                                 | 20 205                                                                 | ...                                                                    | 12 628                                                                 | 3                                                                      | 2,58                                                                   |
|                                                                        | KKW Trzecia Droga Polska 2050 Szymona Hołowni – Polskie Stronnictwo Ludowe | 39 776                                                                 | 39 776                                                                 | 19 888                                                                 | 13 259                                                                 | 9944                                                                   | 7955                                                                   | ...                                                                    | 4972                                                                   | 1                                                                      | 1,02                                                                   |
|                                                                        | Nowa Lewica                                                                | 28 101                                                                 | 28 101                                                                 | 14 051                                                                 | 9367                                                                   | 7025                                                                   | 5620                                                                   | ...                                                                    | 3513                                                                   | 0                                                                      | 0,72                                                                   |
|                                                                        | Konfederacja Wolność i Niepodległość                                       | 19 379                                                                 | 19 379                                                                 | 9690                                                                   | 6460                                                                   | 4845                                                                   | 3876                                                                   | ...                                                                    | 2422                                                                   | 0                                                                      | 0,50                                                                   |
| Ogółem                                                                 | Ogółem                                                                     | 312 904                                                                | –                                                                      | –                                                                      | –                                                                      | –                                                                      | –                                                                      | –                                                                      | –                                                                      | 8                                                                      | 8                                                                      |